# Calociasma
Genre
Calociasma est un genre d'insectes lépidoptères de la famille des Riodinidae.

## Dénomination
Le nom Calociasma leur a été donné par Hans Ferdinand Emil Julius Stichel en 1910.
Ils résident en Amérique.

## Liste des espèces
- Calociasma ictericum (Godman & Salvin, 1878); présent au Costa Rica et à Panama.
- Calociasma laius (Godman & Salvin, [1886]); présent au Guatemala.
- Calociasma nycteus (Godman & Salvin, [1886]); présent au Costa Rica et à Panama.

### Source
- Calociasma sur funet